# آراندییا
آراندییا (به اسپانیایی: Arandilla) یک شهرستان در اسپانیا است.